# Мокшадхарма

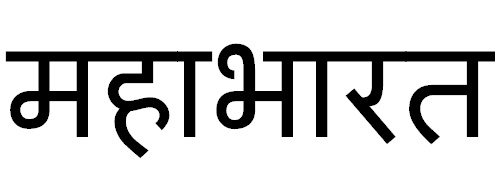
Махабха́рата

Мокшадха́рма (санскр. मोक्षधर्म, «Основа освобождения» или «Закон освобождения») — часть двенадцатой книги «Махабхараты» — «Шантипарвы». Состоит из 7,5 тыс. двустиший (главы 174—367 «Шантипарвы» по калькуттскому изданию), что составляет примерно половину двенадцатой книги. «Мокшадхарма» — самый крупный из четырёх основных философских текстов «Махабхараты» (в число которых также входят «Санатсуджатапарва», «Бхагавад-гита» и «Анугита»). Основное содержание «Мокшадхармы» составляют наставления царю Юдхиштхире от умирающего Бхишмы после победы Пандавов в битве на Курукшетре. Эти наставления представлены в форме разнообразных притч, сказаний и философских бесед.
В «Мокшадхарме» излагаются основные положения нескольких систем древнеиндийской философии, причём главное место занимают санкхья и йога, которые в некоторых случаях отождествляются, а в других случаях разграничиваются. Санкхья представлена ранней теистической версией, значительно отличающейся от атеистической санкхьи Ишваракришны.
«Мокшадхарма», подобно «Бхагавад-гите», приравнивает сотериологическую ценность санкхьи к сотериологической ценности йоги, тогда как классическая йога Патанджали начинается там, где заканчивается санкхья.
В контексте «Мокшадхармы» под йогой в ряде случаев понимается не пресечение деятельности сознания («читтавритти-ниродха»), как у Патанджали, а вообще любая практическая дисциплина. Подобным же образом слово «санкхья» здесь часто используется не в качестве названия философской системы, которую основал Капила и разработал Ишваракришна, а для обозначения любого метафизического знания. В «Мокшадхарме» также присутствуют тексты Веданты.
Сюда же входит раздел «Нараяния» (главы 336—353 «Шантипарвы» по калькуттскому изданию), который очень мало связан с остальными разделами и представляет собой не столько философский текст, сколько мифологическо-богословский трактат. Раздел «Нараяния» — самая ранняя каноническая книга вишнуитской секты Панчаратринов, и она очень близка по своим богословским концепциям и по своей литературной форме к «Бхагавата-пуране».
В целом «Мокшадхарма» пропагандирует вишнуизм, но в ней также присутствуют шиваитские тексты (в частности, упоминается учение Пашупата-шиваизма — согласно Б. Л. Смирнову, результат брахманской (шиваитской) редакторской правки, осуществлённой в эпоху раннего средневековья, см.: Нараяния, пер. Смирнова, с. 238). Кроме того, в данном разделе Махабхараты содержатся атеистические тексты и критика Вед.
Столь богатое и разнообразное содержание «Мокшадхармы» обусловлено тем, что над ней работало множество авторов и ряд редакторов в течение нескольких столетий.
По-русски «Мокшадхарма» была опубликована в Ашхабаде в 1961 году издательством «Ылым» в переводе академика Академии наук Туркменской ССР Бориса Леонидовича Смирнова (перевод переиздан в 2012 г.)